# Kołaki Kościelne (gromada)
Kołaki Kościelne – dawna gromada, czyli najmniejsza jednostka podziału terytorialnego Polskiej Rzeczypospolitej Ludowej w latach 1954–1972.
Gromady, z gromadzkimi radami narodowymi (GRN) jako organami władzy najniższego stopnia na wsi, funkcjonowały od reformy reorganizującej administrację wiejską przeprowadzonej jesienią 1954 do momentu ich zniesienia z dniem 1 stycznia 1973, tym samym wypierając organizację gminną w latach 1954–1972.
Gromadę Kołaki Kościelne z siedzibą GRN w Kołakach Kościelnych utworzono – jako jedną z 8759 gromad – w powiecie łomżyńskim w woj. białostockim, na mocy uchwały nr 18/V WRN w Białymstoku z dnia 4 października 1954. W skład jednostki weszły obszary dotychczasowych gromad Kołaki Kościelne, Czachy, Gunie Ostrów, Łętowo Dąb, Undy Czarnowo i Kossaki Borowe ze zniesionej gminy Kołaki w tymże powiecie. Dla gromady ustalono 1 członków gromadzkiej rady narodowej.
13 listopada 1954 roku gromada weszła w skład nowo utworzonego powiatu zambrowskiego.
31 grudnia 1959 do gromady Kołaki Kościelne przyłączono wsie Ćwikły Krajewo i Ćwikły Rupia ze znoszonej gromady Wiśniewo, obszar zniesionej gromady Gosie Małe oraz wsie Szczodruchy, Czosaki-Dąb, Czarnowo-Dąb, Głodowo-Dąb, Sanie-Dąb, Wróble i Rębiszewo-Zegadły ze zniesionej gromady Szczodruchy.
Gromada przetrwała do końca 1972 roku, czyli do kolejnej reformy gminnej. Z dniem 1 stycznia 1973 roku reaktywowano gminę Kołaki Kościelne (do 1954 pod nazwą gmina Kołaki).